# GT World Challenge Europe Sprint Cup 2020
Sezon 2020 w GT World Challenge Europe Sprint Cup – ósma edycja serii wyścigowej GT World Challenge Europe Sprint Cup. Sezon rozpoczął się 8 sierpnia na torze Misano, a zakończył się 11 października w Catalunya, po rozegraniu 4 rund.

## Lista zgłoszeń
| Zespół                     | Samochód                    | Nr  | Kierowcy               | Klasa | Rundy          |
| -------------------------- | --------------------------- | --- | ---------------------- | ----- | -------------- |
| Toksport WRT               | Mercedes-AMG GT3 Evo        | 2   | Juuso Puhakka          | S     | Wszystkie      |
| Toksport WRT               | Mercedes-AMG GT3 Evo        | 2   | Óscar Tunjo            | S     | Wszystkie      |
| Toksport WRT               | Mercedes-AMG GT3 Evo        | 6   | Robin Rogalski         | S     | 1–3            |
| Toksport WRT               | Mercedes-AMG GT3 Evo        | 6   | Kris Heidorn           | S     | 1              |
| Toksport WRT               | Mercedes-AMG GT3 Evo        | 6   | Mick Wishofer          | S     | 2              |
| Toksport WRT               | Mercedes-AMG GT3 Evo        | 6   | Romain Monti           | S     | 3              |
| Haupt Racing Team          | Mercedes-AMG GT3 Evo        | 4   | Maro Engel             | P     | 1–2, 4         |
| Haupt Racing Team          | Mercedes-AMG GT3 Evo        | 4   | Luca Stolz             | P     | 1–2, 4         |
| Emil Frey Racing           | Lamborghini Huracán GT3 Evo | 14  | Norbert Siedler        | P     | 1–3            |
| Emil Frey Racing           | Lamborghini Huracán GT3 Evo | 14  | Mikaël Grenier         | P     | 1–3            |
| Emil Frey Racing           | Lamborghini Huracán GT3 Evo | 14  | S                      | 4     |                |
| Emil Frey Racing           | Lamborghini Huracán GT3 Evo | 14  | S                      | 4     | Ricardo Feller |
| Emil Frey Racing           | Lamborghini Huracán GT3 Evo | 163 | Giacomo Altoè          | P     | Wszystkie      |
| Emil Frey Racing           | Lamborghini Huracán GT3 Evo | 163 | Albert Costa           | P     | Wszystkie      |
| Tech 1 Racing              | Lexus RC F GT3              | 15  | Thomas Neubauer        | S     | Wszystkie      |
| Tech 1 Racing              | Lexus RC F GT3              | 15  | Aurélien Panis         | S     | Wszystkie      |
| ERC Sport                  | Mercedes-AMG GT3 Evo        | 18  | Phil Keen              | PA    | Wszystkie      |
| ERC Sport                  | Mercedes-AMG GT3 Evo        | 18  | Lee Mowle              | PA    | Wszystkie      |
| SPS Automotive Performance | Mercedes-AMG GT3 Evo        | 20  | Valentin Pierburg      | PA    | Wszystkie      |
| SPS Automotive Performance | Mercedes-AMG GT3 Evo        | 20  | Dominik Baumann        | PA    | 1–2, 4         |
| SPS Automotive Performance | Mercedes-AMG GT3 Evo        | 20  | Nick Foster            | PA    | 3              |
| SPS Automotive Performance | Mercedes-AMG GT3 Evo        | 44  | Christian Hook         | PA    | 1              |
| SPS Automotive Performance | Mercedes-AMG GT3 Evo        | 44  | Tom Onslow-Cole        | PA    | 1              |
| Saintéloc Racing           | Audi R8 LMS Evo             | 25  | Christopher Haase      | P     | Wszystkie      |
| Saintéloc Racing           | Audi R8 LMS Evo             | 25  | Arthur Rougier         | P     | Wszystkie      |
| Saintéloc Racing           | Audi R8 LMS Evo             | 26  | Simon Gachet           | S     | Wszystkie      |
| Saintéloc Racing           | Audi R8 LMS Evo             | 26  | Steven Palette         | S     | Wszystkie      |
| Belgian Audi Club Team WRT | Audi R8 LMS Evo             | 30  | Rik Breukers           | S     | 3              |
| Belgian Audi Club Team WRT | Audi R8 LMS Evo             | 30  | Rolf Ineichen          | S     | 3              |
| Belgian Audi Club Team WRT | Audi R8 LMS Evo             | 31  | Kelvin van der Linde   | P     | Wszystkie      |
| Belgian Audi Club Team WRT | Audi R8 LMS Evo             | 31  | Ryuichiro Tomita       | P     | Wszystkie      |
| Belgian Audi Club Team WRT | Audi R8 LMS Evo             | 32  | Dries Vanthoor         | P     | Wszystkie      |
| Belgian Audi Club Team WRT | Audi R8 LMS Evo             | 32  | Charles Weerts         | P     | Wszystkie      |
| Belgian Audi Club Team WRT | Audi R8 LMS Evo             | 33  | Hamza Owega            | S     | Wszystkie      |
| Belgian Audi Club Team WRT | Audi R8 LMS Evo             | 33  | Jusuf Owega            | S     | Wszystkie      |
| AF Corse                   | Ferrari 488 GT3             | 52  | Andrea Bertolini       | PA    | Wszystkie      |
| AF Corse                   | Ferrari 488 GT3             | 52  | Louis Machiels         | PA    | Wszystkie      |
| Attempto Racing            | Audi R8 LMS Evo             | 55  | Mattia Drudi           | P     | Wszystkie      |
| Attempto Racing            | Audi R8 LMS Evo             | 55  | Tommaso Mosca          | P     | Wszystkie      |
| Attempto Racing            | Audi R8 LMS Evo             | 66  | Nicolas Schöll         | P     | Wszystkie      |
| Attempto Racing            | Audi R8 LMS Evo             | 66  | Frédéric Vervisch      | P     | 1–2, 4         |
| Attempto Racing            | Audi R8 LMS Evo             | 66  | Finlay Hutchison       | P     | 3              |
| AKKA ASP Team              | Mercedes-AMG GT3 Evo        | 88  | Timur Bogosławskij     | P     | Wszystkie      |
| AKKA ASP Team              | Mercedes-AMG GT3 Evo        | 88  | Raffaele Marciello     | P     | 1–2, 4         |
| AKKA ASP Team              | Mercedes-AMG GT3 Evo        | 88  | Felipe Fraga           | P     | 3              |
| AKKA ASP Team              | Mercedes-AMG GT3 Evo        | 89  | Benjamin Hites         | S     | Wszystkie      |
| AKKA ASP Team              | Mercedes-AMG GT3 Evo        | 89  | Jim Pla                | S     | Wszystkie      |
| Madpanda Motorsport        | Mercedes-AMG GT3 Evo        | 90  | Ezequiel Pérez Companc | S     | Wszystkie      |
| Madpanda Motorsport        | Mercedes-AMG GT3 Evo        | 90  | Axcil Jefferies        | S     | Wszystkie      |
| Sky - Tempesta Racing      | Ferrari 488 GT3             | 92  | Giancarlo Fisichella   | PA    | 2              |
| Sky - Tempesta Racing      | Ferrari 488 GT3             | 92  | Jonathan Hui           | PA    | 2              |
| Sky - Tempesta Racing      | Ferrari 488 GT3             | 93  | Eddie Cheever          | PA    | Wszystkie      |
| Sky - Tempesta Racing      | Ferrari 488 GT3             | 93  | Chris Froggatt         | PA    | Wszystkie      |
| CMR                        | Bentley Continental GT3     | 107 | Jules Gounon           | P     | Wszystkie      |
| CMR                        | Bentley Continental GT3     | 107 | Nelson Panciatici      | P     | Wszystkie      |
| CMR                        | Bentley Continental GT3     | 108 | Hugo Chevalier         | S     | Wszystkie      |
| CMR                        | Bentley Continental GT3     | 108 | Pierre-Alexandre Jean  | S     | Wszystkie      |

| Ikona | Klasa  |
| ----- | ------ |
| P     | Pro    |
| S     | Silver |
| PA    | Pro-Am |

## Kalendarz wyścigów
| Runda | Runda | Tor         | Data            | Pole Position                         | Zwycięzca (Pro)                       | Zwycięzca (Silver)                     | Zwycięzca (Pro/Am)                | Wyniki |
| ----- | ----- | ----------- | --------------- | ------------------------------------- | ------------------------------------- | -------------------------------------- | --------------------------------- | ------ |
| 1     | W1    | Misano      | 8 sierpnia      | #15 Tech 1 Racing                     | #32 Belgian Audi Club Team WRT        | #26 Saintéloc Racing                   | #93 Sky - Tempesta Racing         | Wyniki |
| 1     | W1    | Misano      | 8 sierpnia      | Thomas Neubauer Aurélien Panis        | Dries Vanthoor Charles Weerts         | Simon Gachet Steven Palette            | Eddie Cheever Chris Froggart      | Wyniki |
| 1     | W2    | Misano      | 9 sierpnia      | #88 AKKA ASP Team                     | #88 AKKA ASP Team                     | #26 Saintéloc Racing                   | #52 AF Corse                      | Wyniki |
| 1     | W2    | Misano      | 9 sierpnia      | Timur Bogosławskij Raffaele Marciello | Timur Bogosławskij Raffaele Marciello | Simon Gachet Steven Palette            | Andrea Bertolini Louis Machiels   | Wyniki |
| 1     | W3    | Misano      | 9 sierpnia      | #15 Tech 1 Racing                     | #32 Belgian Audi Club Team WRT        | #90 Madpanda Motorsport                | #93 Sky - Tempesta Racing         | Wyniki |
| 1     | W3    | Misano      | 9 sierpnia      | Thomas Neubauer Aurélien Panis        | Dries Vanthoor Charles Weerts         | Ezequiel Pérez Companc Axcil Jefferies | Eddie Cheever Chris Froggart      | Wyniki |
| 2     | W1    | Magny-Cours | 12 września     | #4 Haupt Racing Team                  | #4 Haupt Racing Team                  | #2 Toksport WRT                        | #92 Sky - Tempesta Racing         | Wyniki |
| 2     | W1    | Magny-Cours | 12 września     | Maro Engel Luca Stolz                 | Maro Engel Luca Stolz                 | Juuso Puhakka Óscar Tunjo              | Giancarlo Fisichella Jonathan Hui | Wyniki |
| 2     | W2    | Magny-Cours | 13 września     | #26 Saintéloc Racing                  | #88 AKKA ASP                          | #26 Saintéloc Racing                   | #92 Sky - Tempesta Racing         | Wyniki |
| 2     | W2    | Magny-Cours | 13 września     | Simon Gachet Steven Palette           | Timur Bogosławskij Raffaele Marciello | Simon Gachet Steven Palette            | Giancarlo Fisichella Jonathan Hui | Wyniki |
| 3     | W1    | Zandvoort   | 26 września     | #14 Emil Frey Racing                  | #31 Belgian Audi Club Team WRT        | #108 CMR                               | #93 Sky - Tempesta Racing         | Wyniki |
| 3     | W1    | Zandvoort   | 26 września     | Mikaël Grenier Norbert Siedler        | Kelvin van der Linde Ryuichiro Tomita | Hugo Chevalier Pierre-Alexandre Jean   | Eddie Cheever Chris Froggart      | Wyniki |
| 3     | W2    | Zandvoort   | 27 września     | #14 Emil Frey Racing                  | #163 Emil Frey Racing                 | #15 Tech 1 Racing                      | #93 Sky - Tempesta Racing         | Wyniki |
| 3     | W2    | Zandvoort   | 27 września     | Mikaël Grenier Norbert Siedler        | Giacomo Altoè Albert Costa            | Thomas Neubauer Aurélien Panis         | Eddie Cheever Chris Froggart      | Wyniki |
| 4     | W1    | Barcelona   | 10 października | #14 Emil Frey Racing                  | #163 Emil Frey Racing                 | #14 Emil Frey Racing                   | #52 AF Corse                      | Wyniki |
| 4     | W1    | Barcelona   | 10 października | Ricardo Feller Mikaël Grenier         | Giacomo Altoè Albert Costa            | Ricardo Feller Mikaël Grenier          | Andrea Bertolini Louis Machiels   | Wyniki |
| 4     | W2    | Barcelona   | 11 października | #163 Emil Frey Racing                 | #66 Attempto Racing                   | #89 AKKA ASP                           | #93 Sky - Tempesta Racing         | Wyniki |
| 4     | W2    | Barcelona   | 11 października | Giacomo Altoè Albert Costa            | Nicolas Schöll Frédéric Vervisch      | Benjamin Hites Jim Pla                 | Eddie Cheever Chris Froggart      | Wyniki |
| 4     | W3    | Barcelona   | 11 października | #88 AKKA ASP                          | #88 AKKA ASP                          | #14 Emil Frey Racing                   | #52 AF Corse                      | Wyniki |
| 4     | W3    | Barcelona   | 11 października | Timur Bogosławskij Raffaele Marciello | Timur Bogosławskij Raffaele Marciello | Ricardo Feller Mikaël Grenier          | Andrea Bertolini Louis Machiels   | Wyniki |